# Carles Sumarroca i Coixet
Carles Sumarroca i Coixet (Llimiana, 12 de desembre de 1933) és un empresari català.

## Biografia
De família pagesa, la seva família fou deportada a Aragó durant la guerra civil espanyola. Estudià batxillerat a Tremp i es llicencià en peritatge industrial. Durant els anys 1960 milità clandestinament al Grup d'Acció al Servei de Catalunya (GASC) i mercè la seva amistat amb Josep Tremoleda i Roca col·laborà a Cavall Fort. Alhora, fundà l'empresa Proelec (del grup Emte) i presidí Premsa Catalana. El 1974 participà en la fundació de Convergència Democràtica de Catalunya i esdevingué amic personal del futur president Jordi Pujol i Soley.
De 1977 a 1985 fou president de Petita i Mitjana Empresa de Catalunya (PIMEC) i entre 1980 i 1989 fou conseller de Foment del Treball Nacional. És membre de la Cambra de Comerç, Indústria i Navegació de Barcelona i president d'honor del grup COMSA EMTE, empresa important del camp tecnològic i d'infraestructures, on el seu fill Carles Sumarroca Claverol n'és vicepresident. El 2009 participà en el grup d'empresaris que adquiriren Spanair i el 2010 va rebre la Creu de Sant Jordi.
Algunes de les empreses de Carles Sumarroca consten com unes de les principals adjudicatàries de concursos d'obres de la Generalitat de Catalunya durant els governs de Convergència i Unió. L'esposa de Jordi Pujol, Marta Ferrusola, i la de Sumarroca crearen la societat dedicada a la jardineria Hidroplant. El 22 d'octubre el jutge de l'Audiència Nacional Pablo Ruz el cità com a imputat, juntament amb el seu fill i nou persones més que haurien col·laborat presumptament amb Jordi Pujol i Ferrusola. Concretament van ser imputats per delictes contra la Hisenda Pública, blanqueig de capitals i falsedat en document mercantil.